# Вітошинський Айталь
Айта́ль Вітоши́нський (*13 липня 1875—†6 серпня 1943) — український правознавець, громадсько-політичний діяч, дід Лео Вітошинського.

## Біографія
Народився 13 липня 1875 року у місті Борщів, у Австро-Угорщині (нині — Тернопільська область України).
У 1898 році закінчив Львівський університет.
Працював юристом на Тернопільщині. З 1906 року — у Вищому судовому і касаційному трибуналі (Відень). З 1909 року — секретар ради трибуналу.
З початку Першої світової війни — в австро-угорській армії, де був заступником військового генерального прокурора.
З грудня 1918 року — начальник законодавчої управи Головного військового юридичного управління УНР у Києві. Перебуваючи у ставці Головного отамана військ УНР, брав участь у підготовці Акту злуки УНР і ЗУНР.
З 1919 по 1921 рік — офіційний радник Української дипломатичної місії у Празі.
З 1921 по 1923 рік — правничий радник екзильного уряду ЗУНР у Відні.
З 1930 року — правничий радник і представник Української Парляментарної Репрезентації у польському сеймі.
У 1939 році — відійшов від активної громадсько-політичної діяльності і повернувся в Австрію.
Помер 6 серпня 1943 року у місті Зальцбурґ, у Австрії. Похований у Львові.